# Piloni
Piloni ist ein Ortsteil (Fraktion, italienisch frazione) von Roccastrada in der Provinz Grosseto, Region Toskana in Italien.

## Geografie
Der Ort liegt 6 km nördlich des Hauptortes Roccastrada und 34 km nördlich der Provinzhauptstadt Grosseto in den Colline Metallifere der Maremma. Der Ort liegt bei 474 m s.l.m. und hatte 2001 152 Einwohner. Er liegt in unmittelbarer Nähe des Ortsteils Torniella, der sich auf dem gegenüberliegenden Hügel befindet. Östlich des Ortes entspringt der Fluss Lanzo.

## Geschichte
Im Kataster des Leopold II. von 1765 wird der Ort als Ansammlung kleinerer Häuser erwähnt. Erst am Anfang des 19. Jahrhunderts entwickelte sich der Ort zu einer etwas größeren Gemeinde. 1819 entstand die Ortskirche Chiesa di Santa Maria delle Grazie a Piloni.

## Sehenswürdigkeiten

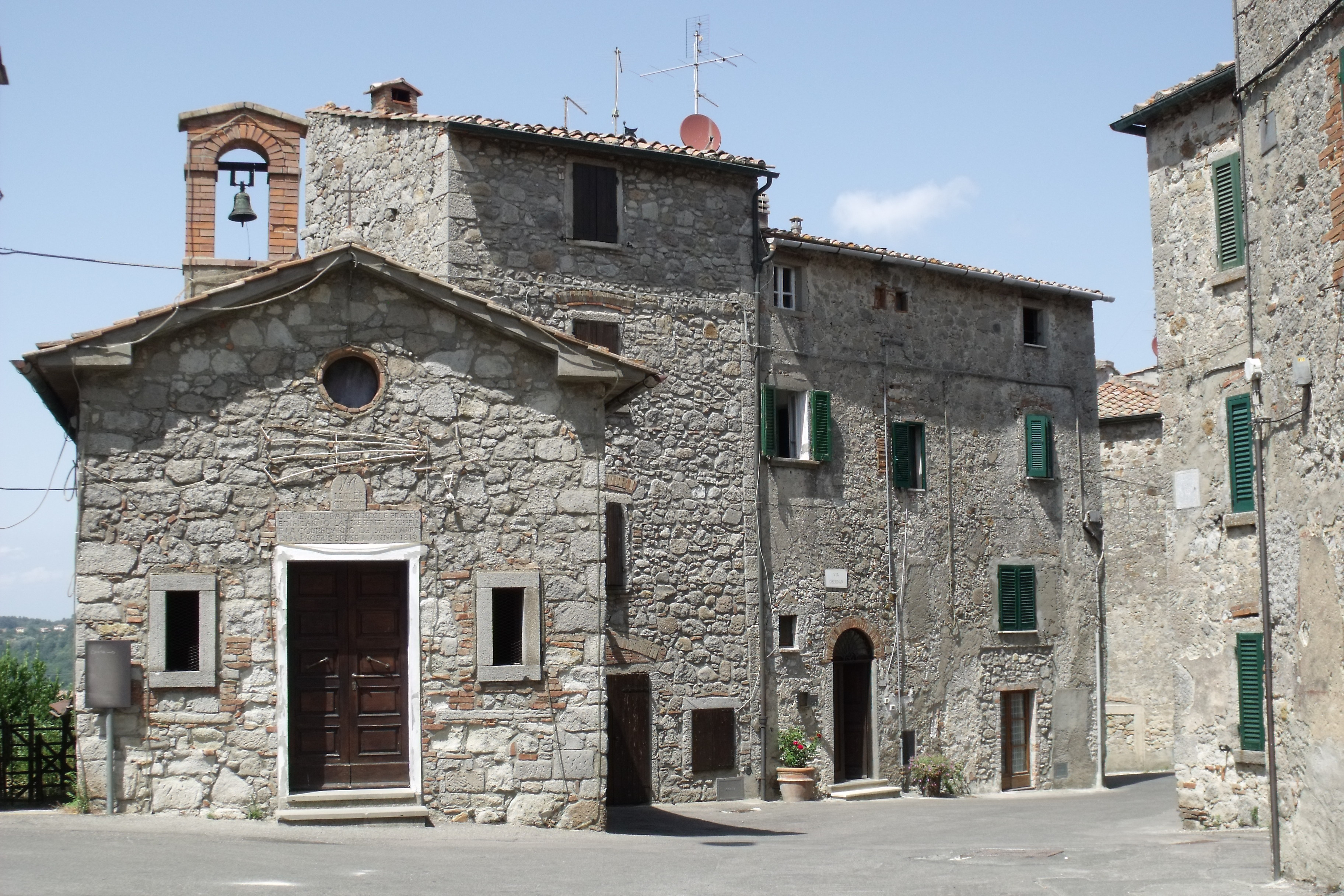
Die Kirche Chiesa di Santa Maria delle Grazie in Piloni

- Chiesa di Santa Maria delle Grazie a Piloni, Kirche aus dem Jahr 1819.[3]

## Sport
- In Piloni wird noch heute der Sport Palla eh! ausgetragen.